# Camille Doucet
Pour les articles homonymes, voir Doucet.
Ne doit pas être confondu avec Camille Rousset.
Charles Camille Doucet, né le 16 mai 1812 dans l'ancien 11e arrondissement de Paris et mort le 1er avril 1895 à Paris 6e, est un poète et auteur dramatique français.

## Biographie
Fils de Louis Charles Doucet, avocat avoué à la Cour royale de Paris, et d'Antoinette Françoise Dejussy, il est clerc d'avoué et de notaire, secrétaire du baron Fain au cabinet du roi Louis-Philippe, puis directeur général de l'administration des théâtres au ministère de la Maison de l'Empereur en 1863. Plusieurs fois candidat à l'Académie française, il est élu membre en 1865 et en sera le secrétaire perpétuel à partir de 1876.
En tant que directeur de l'administration des théâtres, Camille Doucet autorise en 1867 les cafés-concerts « à s'offrir des costumes, des travestissements ; à jouer des pièces, à se payer des intermèdes de danse et d'acrobatie» ; ces mesures favoriseront l'essor ultérieur des grandes salles de spectacles parisiennes telles que les Folies Bergère ou l'Olympia. Quoique Flaubert se plaigne de lui, il a une réputation de droiture et de grande gentillesse ; les biographes de Sarah Bernhardt rapportent que c'est lui qui soutient ses débuts à la Comédie-Française et qui la fait entrer ensuite à l'Odéon.
Camille Doucet est l'auteur de poésies diverses et de nombreuses pièces de théâtre : vaudevilles, œuvres lyriques, comédies en vers. Si certaines d'entre elles ont rencontré en leur temps un certain succès, elles sont aujourd'hui largement oubliées.
Inhumé initialement au cimetière du Père Lachaise dans la 11e division, il repose désormais au cimetière du Montparnasse dans la 2e division.

## Œuvres
Théâtre
- Un jeune homme, comédie-drame, en 3 actes, en vers, Paris, théâtre de l'Odéon, 29 novembre 1841
- L'Avocat de sa cause, comédie en 1 acte et en vers, Paris, théâtre de l'Odéon, 5 février 1842
- Le Baron de Lafleur, ou les Derniers valets, comédie en 3 actes et en vers, Paris, théâtre de l'Odéon, 13 décembre 1842
- La Chasse aux fripons, comédie en 3 actes et en vers, Paris, Théâtre-Français, 27 février 1846
- Le Dernier banquet de 1847, comédie-revue en 3 tableaux et en vers, Paris, théâtre de l'Odéon, 30 décembre 1847
- Les Ennemis de la maison, comédie en 3 actes, en vers, Paris, Second Théâtre-Français, 6 décembre 1850
- Le Fruit défendu, comédie en vers, Paris, Théâtre-Français, 23 novembre 1857
- La Considération, comédie en 4 actes en vers, Paris, Théâtre-Français, 6 novembre 1860

Œuvres réunies
- Comédies en vers (1858) Volume 1 : Le Fruit défendu, Les Ennemis de la maison, La Chasse aux fripons. Volume 2 : Le Baron de Lafleur, L'Avocat de sa cause, Un Jeune Homme et Discours en vers.
- Œuvres complètes (1874)

## Sources historiques
- Octave Pradels, Trente ans de café-concert : souvenirs de Paulus (recueillis par ; 300 illustrations, 60 chansons), Paris, Société d'édition et de publications, 460 p.
- Les papiers personnels de Camille Doucet sont conservés aux Archives nationales sous la cote 487AP[6]